# Liste der Monuments historiques in Beuxes
Die Liste der Monuments historiques in Beuxes führt die Monuments historiques in der französischen Gemeinde Beuxes auf.

## Liste der Bauwerke
| Bezeichnung     | Beschreibung              | Standort | Kennzeichnung | Schutzstatus | Datum | Bild |
| --------------- | ------------------------- | -------- | ------------- | ------------ | ----- | ---- |
| Kirche St-Léger | Erbaut im 12. Jahrhundert | (Lage)   | PA00105352    | Inscrit      | 1926  |      |

## Liste der Objekte
- Monuments historiques (Objekte) in Beuxes in der Base Palissy des französischen Kultusministeriums